# ATC kod G04
ATC kod G04 Urologici su terapeutska podgrupa sistema za anatomsko terapeutsko hemijsku klasifikaciju. Ovaj sistem alfanumeričkih kodova je razvio  za klasifikaciju lekova i drugih medicinskih proizvoda.  Podgrupa G04 je deo anatomske grupe G Genitourinarni sistem i polni hormoni.

Kodovi za veterinarsku upotrebu (ATCvet kodovi) se mogu formirati stavljanjem slova Q ispred humanih ATC kodova: QG04... ATCvet kodovi bez odgovarajućeg humanog ATC koda su navedeni sa vodećim Q na sledećoj listi.
Nacionalna izdanja ATC klasifikacije mogu da obuhvataju dodatne kodove koji nisu prisutni na ovoj listi.

### G04BAZakišeljivači
G04BA01 Amonijum hlorid
G04BA03 Kalcijum hlorid
QG04BA90 Metionin

### G04BC Urinarnikonkrementrastvarači
QG04BC90 Tiopronin

### G04BD Urinarniantispazmodici
G04BD01 Emepronijum
G04BD02 Flavoksat
G04BD03 Meladrazin
G04BD04 Oksibutinin
G04BD05 Terodilin
G04BD06 Propiverin
G04BD07 Tolterodin
G04BD08 Solifenacin
G04BD09 Trospium
G04BD10 Darifenacin
G04BD11 Fesoterodin

### G04BE Lekovi zaimpotenciju
G04BE01 Alprostadil
G04BE02 Papaverin
G04BE03 Sildenafil
G04BE04 Johimbin
G04BE06 Moksisilit
G04BE07 Apomorfin
G04BE08 Tadalafil
G04BE09 Vardenafil
G04BE30 Kombinacije
G04BE52 Papaverin, kombinacije

### QG04BQ Urinarni alkalizeri
QG04BQ01 Natrijum bikarbonat

### G04BX Drugi urologici
G04BX01 Magnezijum hidroksid
G04BX03 Acetohidroksamska kiselina
G04BX06 Fenazopiridin
G04BX10 Sukcinimid
G04BX11 Kolagen
G04BX12 Fenil salicilat
G04BX13 Dimetil sulfoksid
G04BX14 Dapoksetin
G04BX15 Natrijum pentosan-polisulfat
QG04BX56 Fenazopiridin, kombinacije
QG04BX90 Efedrin
QG04BX91 Fenilpropanolamin

## G04C Lekovi koji se koriste zabenigno uvećanje prostate

### G04CAAlfa blokeri
G04CA01 Alfuzozin
G04CA02 Tamsulosin
G04CA03 Terazosin
G04CA04 Silodosin
G04CA51 Alfuzosin i finasterid
G04CA52 Tamsulosin i dutasterid

### G04CBTestosteron-inhhibitori 5-alfa reduktaze
G04CB01 Finasterid
G04CB02 Dutasterid

### G04CX Drugi lekovi koji se koriste za benigno uvećanje prostate
G04CX01 Prunus africanae korteks
G04CX02  fructus
G04CX03 Mepartricin
QG04CX90 Osateron